# 朴宣英
朴宣英（1976年8月21日—），韓國女演員，常見錯譯為朴善英、朴宣暎等。
畢業於首爾藝術大學放送演藝學 ，舞台劇演員出身，1995年出道，首部作品為連續劇《传说中的故乡-蝶之恨》。1996年在韓國KBS電視台“super talent”選拔大會中拔得頭籌，並在當年KBS演技大賞摘得了新人獎。早期在連續劇裡多以第二女主角身份演出，2004年擔任KBS演技大賞主持人，以《OH!必胜奉顺英》飾演盧郁婷的角色，獲得KBS演技大賞女子優秀演技獎的肯定，且與此劇男主角同時為本屆男子最優秀演技獎的安在旭，獲得觀眾影迷們所票選出的螢幕最佳情侶獎獎項。至今深受觀眾喜愛的作品有《張禧嬪》、《OH!必胜奉顺英》 、《18．29》、《101次求婚》、《松藥局的兒子們》等。

## 婚姻
2010年5月29日，朴宣英嫁給了相戀7年的男友金一範，對方是韓國前精英外交官，曾擔任青瓦台的翻譯官，現任SK集團的高級管理人員。

## 演出作品

### 电视剧
- 1996年：KBS《传说的故乡-蝶之恨》
- 1999年：MBC《幸福每一天》
- 2000年：MBC《火熱青春》
- 2000年：MBC《真實/美麗的謊言 (電視劇)》飾演 李信熙
- 2000年：MBC《媽媽姊姊》飾演 幸子
- 2001年：SBS《華麗的時代》飾演 敏珠
- 2001年：KBS《漂亮淑女》飾演 韓秀莉
- 2002年：KBS《張禧嬪》飾演 仁顯王后 閔氏
- 2003年：SBS《王的女人》飾演 金尚宮
- 2004年：KBS《OH!必胜奉顺英》飾演 卢郁婷
- 2005年：KBS《18．29》飾演 柳惠灿
- 2005年：KBS《再見了悲傷》飾演 張瑞英
- 2006年：SBS《101次求婚》飾演 韓秀貞
- 2007年：MBC《冬候鳥》飾演 朴永恩
- 2009年：KBS《松藥局的兒子們》飾演 李秀珍
- 2011年：KBS《重案組》飾演 許恩瑩
- 2012年：Channel A《不朽的名作》飾演 黃錦熙
- 2012年：MBC《不能沒有你的生活》飾演 閔智秀
- 2013年：tvN《瘋狂愛情》飾演 尹微笑
- 2014年：MBC《暴風的女子》飾演 韓靜琳
- 2016年：KBS《蔣英實》飾演 昭顯翁主
- 2017年：SBS《超人家族2017》飾演 孟娜蓮
- 2018年：KBS《一起生活吧》飾演 朴善荷
- 2020年：JTBC《夫妻的世界》飾演 高藝琳
- 2021年：TV朝鮮《Uncle》飾演 朴惠玲
- 2025年：TVING《春畫戀愛談》飾演 中殿

### 電影
- 2002年：《No Comment》（勿問門第--教會姐姐篇）
- 2002年：《中毒》
- 2003年：《show show show》
- 2018年：《宮合》
- 2019年：《第十二個嫌疑犯（朝鲜语：열두 번째 용의자）》飾演 張善花

## 主持
- 2004年：KBS演技大賞
- 2011年：Channel A《現在去見面》

## 音樂
- 愛情像是玻璃一樣（사랑은 유리같은 것）收錄於《18．29》OST

## 外部連結
- 宣暎樂園SYPARK
- NAVER （页面存档备份，存于）